# The Black Eyed Peas/Diskografie
Diese Diskografie ist eine Übersicht über die musikalischen Werke der US-amerikanischen Hip-Hop-Gruppe The Black Eyed Peas. Den Quellenangaben und Schallplattenauszeichnungen zufolge hat sie bisher mehr als 135,5 Millionen Tonträger verkauft, davon alleine in ihrer Heimat über 40,9 Millionen. In Deutschland verkaufte die Band laut Schallplattenauszeichnungen über 5,2 Millionen Tonträger, womit sie zu den Interpreten mit den meisten verkauften Tonträgern des Landes zählt. Ihre erfolgreichste Veröffentlichung ist die Single I Gotta Feeling mit über 22,5 Millionen verkauften Einheiten. Diese verkaufte sich alleine in Deutschland über 1,2 Millionen Mal und zählt zu einer der meistverkauften Singles des Landes der 2000er-Jahre.

## Alben

### Studioalben
| Jahr | Titel Musiklabel                                    | Höchstplatzierung, Gesamtwochen, AuszeichnungChartplatzierungen (Jahr, Titel, Musiklabel, Platzierungen, Wochen, Auszeichnungen, Anmerkungen) | Höchstplatzierung, Gesamtwochen, AuszeichnungChartplatzierungen (Jahr, Titel, Musiklabel, Platzierungen, Wochen, Auszeichnungen, Anmerkungen) | Höchstplatzierung, Gesamtwochen, AuszeichnungChartplatzierungen (Jahr, Titel, Musiklabel, Platzierungen, Wochen, Auszeichnungen, Anmerkungen) | Höchstplatzierung, Gesamtwochen, AuszeichnungChartplatzierungen (Jahr, Titel, Musiklabel, Platzierungen, Wochen, Auszeichnungen, Anmerkungen) | Höchstplatzierung, Gesamtwochen, AuszeichnungChartplatzierungen (Jahr, Titel, Musiklabel, Platzierungen, Wochen, Auszeichnungen, Anmerkungen) | Anmerkungen                                                   |
| Jahr | Titel Musiklabel                                    | DE | AT | CH | UK | US | Anmerkungen                                                   |
| ---- | --------------------------------------------------- | --- | --- | --- | --- | --- | ------------------------------------------------------------- |
| 1998 | Behind the Front Interscope Records (UMG)           | — | — | — | — | US129 (9 Wo.)US | Erstveröffentlichung: 30. Juni 1998                           |
| 2000 | Bridging the Gap Interscope Records (UMG)           | DE82 (2 Wo.)DE | — | — | — | US67 (5 Wo.)US | Erstveröffentlichung: 26. September 2000 Verkäufe: + 7.500    |
| 2003 | Elephunk A&M Records (UMG)                          | DE6 Platin · (54 Wo.)DE | AT3 Gold · (50 Wo.)AT | CH1 Platin · (76 Wo.)CH | UK3 ×5Fünffachplatin · (76 Wo.)UK | US14 ×4Vierfachplatin · (106 Wo.)US | Erstveröffentlichung: 24. Juni 2003 Verkäufe: + 8.500.000     |
| 2005 | Monkey Business A&M Records (UMG)                   | DE1 Platin · (60 Wo.)DE | AT2 Gold · (47 Wo.)AT | CH1 ×2Doppelplatin · (67 Wo.)CH | UK4 ×3Dreifachplatin · (72 Wo.)UK | US2 ×5Fünffachplatin · (73 Wo.)US | Erstveröffentlichung: 27. Mai 2005 Verkäufe: + 10.000.000     |
| 2009 | The E.N.D. Interscope Records (UMG)                 | DE2 ×2Doppelplatin · (… Wo.)DE | AT5 (56 Wo.)AT | CH2 ×2Doppelplatin · (68 Wo.)CH | UK3 ×5Fünffachplatin · (93 Wo.)UK | US1 ×6Sechsfachplatin · (114 Wo.)US | Erstveröffentlichung: 3. Juni 2009 Verkäufe: + 11.000.000     |
| 2010 | The Beginning Interscope Records (UMG)              | DE2 Gold · (37 Wo.)DE | AT7 Gold · (23 Wo.)AT | CH3 Platin · (39 Wo.)CH | UK8 Platin · (32 Wo.)UK | US6 Platin · (40 Wo.)US | Erstveröffentlichung: 26. November 2010 Verkäufe: + 3.000.000 |
| 2018 | Masters of the Sun, Vol. 1 Interscope Records (UMG) | — | — | CH55 (2 Wo.)CH | — | — | Erstveröffentlichung: 26. Oktober 2018                        |
| 2020 | Translation Epic Records (Sony)                     | DE57 (2 Wo.)DE | AT45 (2 Wo.)AT | CH11 (5 Wo.)CH | — | US52 (8 Wo.)US | Erstveröffentlichung: 19. Juni 2020 Verkäufe: + 170.000       |
| 2022 | Elevation Epic Records (Sony)                       | — | — | — | — | — | Erstveröffentlichung: 11. November 2022 Verkäufe: + 37.000    |

### Kompilationen
| Jahr | Titel Musiklabel                       | Anmerkungen                                                |
| ---- | -------------------------------------- | ---------------------------------------------------------- |
| 2024 | Pump It: Workout Mix A&M Records (UMG) | Erstveröffentlichung: 27. Dezember 2024 Verkäufe: + 80.000 |

### Remixalben
| Jahr | Titel Musiklabel                                                                         | Anmerkungen                                                                 |
| ---- | ---------------------------------------------------------------------------------------- | --------------------------------------------------------------------------- |
| 2010 | The E.N.D. Summer 2010 Canadian Invasion Tour: Remix Collection Interscope Records (UMG) | Erstveröffentlichung: 27. Juli 2010 Verkäufe werden The E.N.D. hinzuaddiert |

### EPs
| Jahr | Titel Musiklabel                              | Anmerkungen                                            |
| ---- | --------------------------------------------- | ------------------------------------------------------ |
| 2006 | Renegotiations: The Remixes A&M Records (UMG) | Erstveröffentlichung: 21. März 2006 Verkäufe: + 10.000 |
| 2025 | Boom Boom Beats: Kids Mix A&M Records (UMG)   | Erstveröffentlichung: 18. April 2025                   |

## Singles

### Als Leadmusiker
| Jahr | Titel Album                                                 | Höchstplatzierung, Gesamtwochen, AuszeichnungChartplatzierungen (Jahr, Titel, Album, Platzierungen, Wochen, Auszeichnungen, Anmerkungen) | Höchstplatzierung, Gesamtwochen, AuszeichnungChartplatzierungen (Jahr, Titel, Album, Platzierungen, Wochen, Auszeichnungen, Anmerkungen) | Höchstplatzierung, Gesamtwochen, AuszeichnungChartplatzierungen (Jahr, Titel, Album, Platzierungen, Wochen, Auszeichnungen, Anmerkungen) | Höchstplatzierung, Gesamtwochen, AuszeichnungChartplatzierungen (Jahr, Titel, Album, Platzierungen, Wochen, Auszeichnungen, Anmerkungen) | Höchstplatzierung, Gesamtwochen, AuszeichnungChartplatzierungen (Jahr, Titel, Album, Platzierungen, Wochen, Auszeichnungen, Anmerkungen) | Anmerkungen                                                                           |
| Jahr | Titel Album                                                 | DE | AT | CH | UK | US | Anmerkungen                                                                           |
| ---- | ----------------------------------------------------------- | --- | --- | --- | --- | --- | ------------------------------------------------------------------------------------- |
| 1997 | Fallin’ Up * / ¿Que dices? Behind the Front                 | — | — | — | — | — | Erstveröffentlichung: 3. Dezember 1997 * feat. Sierra Swan & Planet Swan              |
| 1998 | Joints & Jam Behind the Front                               | — | — | — | UK53 (1 Wo.)UK | — | Erstveröffentlichung: 9. November 1998                                                |
| 1999 | Karma Behind the Front                                      | — | — | — | — | — | Erstveröffentlichung: 6. April 1999                                                   |
| 2000 | Weekends Bridging the Gap                                   | DE100 (1 Wo.)DE | — | — | — | — | Erstveröffentlichung: Juli 2000 feat. Esthero                                         |
| 2000 | BEP Empire / Get Original Bridging the Gap                  | — | — | — | — | — | Erstveröffentlichung: 8. August 2000                                                  |
| 2001 | Request + Line Bridging the Gap                             | DE85 (3 Wo.)DE | — | — | UK31 (3 Wo.)UK | US63 (8 Wo.)US | Erstveröffentlichung: 26. Februar 2001 feat. Macy Gray                                |
| 2003 | Where Is the Love? Elephunk                                 | DE1 ×5Fünffachgold · (24 Wo.)DE | AT1 (33 Wo.)AT | CH1 (21 Wo.)CH | UK1 ×4Vierfachplatin · (24 Wo.)UK | US8 ×5Fünffachplatin · (25 Wo.)US | Erstveröffentlichung: 16. Juni 2003 Verkäufe: + 9.135.000; feat. Justin Timberlake    |
| 2003 | Shut Up Elephunk                                            | DE1 Platin · (22 Wo.)DE | AT1 Gold · (24 Wo.)AT | CH1 Platin · (37 Wo.)CH | UK2 Platin · (12 Wo.)UK | US— GoldUS | Erstveröffentlichung: 4. November 2003 Verkäufe: + 2.075.000                          |
| 2004 | Hey Mama Elephunk                                           | DE5 (14 Wo.)DE | AT4 (18 Wo.)AT | CH3 (24 Wo.)CH | UK6 Silber · (10 Wo.)UK | US23 Platin · (20 Wo.)US | Erstveröffentlichung: 8. März 2004 Verkäufe: + 1.240.000 feat. Tippa Irie             |
| 2004 | Let’s Get It Started Elephunk                               | DE18 Gold · (12 Wo.)DE | AT18 (14 Wo.)AT | CH13 (27 Wo.)CH | UK11 Gold · (10 Wo.)UK | US21 ×4Vierfachplatin · (20 Wo.)US | Erstveröffentlichung: 22. Juni 2004 Verkäufe: + 4.807.500                             |
| 2005 | Don’t Phunk with My Heart Monkey Business                   | DE8 (12 Wo.)DE | AT5 (17 Wo.)AT | CH3 (23 Wo.)CH | UK3 Gold · (21 Wo.)UK | US3 ×2Doppelplatin · (26 Wo.)US | Erstveröffentlichung: 5. April 2005 Verkäufe: + 2.499.000                             |
| 2005 | Don’t Lie Monkey Business                                   | DE12 (12 Wo.)DE | AT6 (16 Wo.)AT | CH11 (25 Wo.)CH | UK6 Silber · (14 Wo.)UK | US14 (20 Wo.)US | Erstveröffentlichung: 29. Juni 2005 Verkäufe: + 270.000                               |
| 2005 | My Humps Monkey Business                                    | DE4 Gold · (18 Wo.)DE | AT4 (26 Wo.)AT | CH3 (43 Wo.)CH | UK3 Platin · (16 Wo.)UK | US3 ×5×2Fünffachplatin + Doppelplatin (Mastertone) · (36 Wo.)US                                                                          | Erstveröffentlichung: 20. September 2005 Verkäufe: + 8.003.000                        |
| 2006 | Pump It Monkey Business                                     | DE19 Gold · (14 Wo.)DE | AT14 (21 Wo.)AT | CH8 (25 Wo.)CH | UK3 ×2Doppelplatin · (15 Wo.)UK | US18 ×4Vierfachplatin · (22 Wo.)US | Erstveröffentlichung: 13. Februar 2006 Verkäufe: + 6.134.833                          |
| 2009 | Boom Boom Pow The E.N.D. (The Energy Never Dies)            | DE3 Gold · (31 Wo.)DE | AT3 (30 Wo.)AT | CH4 Platin · (46 Wo.)CH | UK1 Platin · (38 Wo.)UK | US1 Diamant · (33 Wo.)US | Erstveröffentlichung: 30. März 2009 Verkäufe: + 13.116.524                            |
| 2009 | I Gotta Feeling The E.N.D. (The Energy Never Dies)          | DE3 ×2Doppelplatin · (95 Wo.)DE | AT1 Platin · (65 Wo.)AT | CH1 ×2Doppelplatin · (91 Wo.)CH | UK1 ×5Fünffachplatin · (78 Wo.)UK | US1 Diamant + Platin · (56 Wo.)US | Erstveröffentlichung: 21. Mai 2009 Verkäufe: + 22.525.684                             |
| 2009 | Meet Me Halfway The E.N.D. (The Energy Never Dies)          | DE1 Platin · (37 Wo.)DE | AT4 (26 Wo.)AT | CH3 Gold · (34 Wo.)CH | UK1 ×3Dreifachplatin · (31 Wo.)UK | US7 ×5Fünffachplatin · (24 Wo.)US | Erstveröffentlichung: 23. September 2009 Verkäufe: + 8.173.333                        |
| 2010 | Rock That Body The E.N.D. (The Energy Never Dies)           | DE10 (… Wo.)DE | AT5 (… Wo.)AT | CH17 (… Wo.)CH | UK11 Gold · (12 Wo.)UK | US9 (18 Wo.)US | Erstveröffentlichung: 29. Januar 2010 Verkäufe: + 685.000                             |
| 2010 | Imma Be The E.N.D. (The Energy Never Dies)                  | DE49 (4 Wo.)DE | — | — | UK75 Silber · (2 Wo.)UK | US1 ×6Sechsfachplatin · (27 Wo.)US | Erstveröffentlichung: 31. Mai 2010 Verkäufe: + 6.467.323                              |
| 2010 | Missing You The E.N.D. (The Energy Never Dies)              | — | — | — | — | — | Erstveröffentlichung: 2. Juni 2010 Verkäufe: + 100.000                                |
| 2010 | The Time (Dirty Bit) The Beginning                          | DE1 ×3Dreifachgold · (35 Wo.)DE | AT1 (30 Wo.)AT | CH1 ×2Doppelplatin · (35 Wo.)CH | UK1 ×3Dreifachplatin · (25 Wo.)UK | US4 (20 Wo.)US | Erstveröffentlichung: 5. November 2010 Verkäufe: + 2.784.440                          |
| 2011 | Just Can’t Get Enough The Beginning                         | DE9 Gold · (25 Wo.)DE | AT2 (24 Wo.)AT | CH3 Platin · (24 Wo.)CH | UK3 Platin · (14 Wo.)UK | US3 (31 Wo.)US | Erstveröffentlichung: 21. Januar 2011 Verkäufe: + 1.665.800                           |
| 2011 | Don’t Stop the Party The Beginning                          | DE27 (18 Wo.)DE | AT5 (21 Wo.)AT | CH25 Gold · (18 Wo.)CH | UK17 (15 Wo.)UK | US86 (4 Wo.)US | Erstveröffentlichung: 10. Mai 2011 Verkäufe: + 772.500                                |
| 2016 | #Wheresthelove –                                            | DE*DE | AT*AT | CH41 (1 Wo.)CH | UK47 (1 Wo.)UK | — | Erstveröffentlichung: 31. August 2016 feat. The World; * siehe Where Is the Love?     |
| 2018 | Street Livin’ Masters of the Sun, Vol. 1 (Japanese Edition) | — | — | — | — | — | Erstveröffentlichung: 9. Januar 2018                                                  |
| 2018 | Ring the Alarm, Pt.1, Pt.2, Pt.3 Masters of the Sun, Vol. 1 | — | — | — | — | — | Erstveröffentlichung: 18. Mai 2018                                                    |
| 2018 | Constant Pt. 1 & 2 Masters of the Sun, Vol. 1               | — | — | — | — | — | Erstveröffentlichung: 31. August 2018 feat. Slick Rick                                |
| 2018 | Big Love Masters of the Sun, Vol. 1                         | — | — | — | — | — | Erstveröffentlichung: 14. September 2018                                              |
| 2019 | Be Nice –                                                   | — | — | — | — | — | Erstveröffentlichung: 4. Juni 2019 feat. Snoop Dogg                                   |
| 2019 | eXplosion –                                                 | — | — | — | — | — | Erstveröffentlichung: 4. Oktober 2019 mit Anitta                                      |
| 2019 | Ritmo (Bad Boys for Life) Translation                       | DE24 Gold · (25 Wo.)DE | AT67 Gold · (6 Wo.)AT | CH6 Platin · (28 Wo.)CH | UK— SilberUK | US26 ×2Doppelplatin · (27 Wo.)US | Erstveröffentlichung: 11. Oktober 2019 Verkäufe: + 4.328.333; feat. J Balvin          |
| 2020 | Mamacita Translation                                        | DE31 Gold · (19 Wo.)DE | AT44 Gold · (13 Wo.)AT | CH7 Platin · (28 Wo.)CH | — | US62 Platin · (11 Wo.)US | Erstveröffentlichung: 10. April 2020 Verkäufe: + 2.253.333; feat. Ozuna & J. Rey Soul |
| 2020 | Vida Loca Translation                                       | — | — | — | — | — | Erstveröffentlichung: 18. Juni 2020 Verkäufe: + 100.000; feat. Nicky Jam & Tyga       |
| 2020 | Feel the Beat Translation                                   | DE— aDE | — | CH74 (1 Wo.)CH | — | — | Erstveröffentlichung: 19. Juni 2020 mit Maluma                                        |
| 2020 | Girl like Me Translation                                    | DE— bDE | — | CH28 ×2Doppelplatin · (19 Wo.)CH | — | US67 Platin · (13 Wo.)US | Erstveröffentlichung: 4. Dezember 2020 Verkäufe: + 2.434.333; feat. Shakira           |
| 2021 | Hit It –                                                    | — | — | — | — | — | Erstveröffentlichung: 6. August 2021 feat. Saweetie & Lele Pons                       |
| 2022 | Don’t You Worry Elevation                                   | DE43 (15 Wo.)DE | AT12 Platin · (15 Wo.)AT | CH51 Gold · (16 Wo.)CH | — | — | Erstveröffentlichung: 17. Juni 2022 Verkäufe: + 807.333; feat. David Guetta & Shakira |
| 2022 | Simply the Best Elevation                                   | — | — | — | — | — | Erstveröffentlichung: 28. Oktober 2022 Verkäufe: + 50.000; feat. Anitta & El Alfa     |
| 2023 | Bailar contigo Elevation                                    | — | — | — | — | — | Erstveröffentlichung: 16. Juni 2023 Verkäufe: + 300.000; feat. Daddy Yankee           |

### Als Gastmusiker
| Jahr | Titel Album                            | Höchstplatzierung, Gesamtwochen, AuszeichnungChartplatzierungen (Jahr, Titel, Album, Platzierungen, Wochen, Auszeichnungen, Anmerkungen) | Höchstplatzierung, Gesamtwochen, AuszeichnungChartplatzierungen (Jahr, Titel, Album, Platzierungen, Wochen, Auszeichnungen, Anmerkungen) | Höchstplatzierung, Gesamtwochen, AuszeichnungChartplatzierungen (Jahr, Titel, Album, Platzierungen, Wochen, Auszeichnungen, Anmerkungen) | Höchstplatzierung, Gesamtwochen, AuszeichnungChartplatzierungen (Jahr, Titel, Album, Platzierungen, Wochen, Auszeichnungen, Anmerkungen) | Höchstplatzierung, Gesamtwochen, AuszeichnungChartplatzierungen (Jahr, Titel, Album, Platzierungen, Wochen, Auszeichnungen, Anmerkungen) | Anmerkungen                                                                                                  |
| Jahr | Titel Album                            | DE | AT | CH | UK | US | Anmerkungen                                                                                                  |
| ---- | -------------------------------------- | --- | --- | --- | --- | --- | --- |
| 2006 | Mas que nada Timeless                  | DE9 Gold · (17 Wo.)DE | AT8 (22 Wo.)AT | CH4 (30 Wo.)CH | UK6 Silber · (10 Wo.)UK | — | Erstveröffentlichung: 29. Mai 2006 Verkäufe: + 400.000; Sérgio Mendes feat. The Black Eyed Peas              |
| 2019 | Mami El amor en los tiempos del perreo | — | — | — | — | US— Gold (Latin)US | Erstveröffentlichung: 9. August 2019 Verkäufe: + 46.000; Piso 21 feat. The Black Eyed Peas                   |
| 2022 | El teke teke Cumbiana II               | — | — | — | — | — | Erstveröffentlichung: 12. Mai 2022 Verkäufe: + 30.000 Carlos Vives feat. The Black Eyed Peas & Play-N-Skillz |
| 2022 | Pump It Louder Drive                   | — | — | — | — | — | Erstveröffentlichung: 7. Oktober 2022 Tiësto feat. The Black Eyed Peas                                       |

## Videoalben und Musikvideos

### Videoalben
| Jahr | Titel Musiklabel                                       | Höchstplatzierung, Gesamtwochen, AuszeichnungChartplatzierungen (Jahr, Titel, Musiklabel, Platzierungen, Wochen, Auszeichnungen, Anmerkungen) | Höchstplatzierung, Gesamtwochen, AuszeichnungChartplatzierungen (Jahr, Titel, Musiklabel, Platzierungen, Wochen, Auszeichnungen, Anmerkungen) | Höchstplatzierung, Gesamtwochen, AuszeichnungChartplatzierungen (Jahr, Titel, Musiklabel, Platzierungen, Wochen, Auszeichnungen, Anmerkungen) | Höchstplatzierung, Gesamtwochen, AuszeichnungChartplatzierungen (Jahr, Titel, Musiklabel, Platzierungen, Wochen, Auszeichnungen, Anmerkungen) | Höchstplatzierung, Gesamtwochen, AuszeichnungChartplatzierungen (Jahr, Titel, Musiklabel, Platzierungen, Wochen, Auszeichnungen, Anmerkungen) | Anmerkungen                                               |
| Jahr | Titel Musiklabel                                       | DE | AT | CH | UK | US | Anmerkungen                                               |
| ---- | ------------------------------------------------------ | --- | --- | --- | --- | --- | --------------------------------------------------------- |
| 2004 | Behind the Bridge to Elephunk Interscope Records (UMG) | — | — | — | UK23 (6 Wo.)UK | — | Erstveröffentlichung: 31. Mai 2004 Verkäufe: + 7.500      |
| 2006 | Live from Sydney to Vegas A&M Records (UMG)            | — | — | — | — | US36 (1 Wo.)US | Erstveröffentlichung: 1. Dezember 2006 Verkäufe: + 38.000 |

### Musikvideos
| Jahr | Titel                                   | Regie                                 |
| ---- | --------------------------------------- | ------------------------------------- |
| 1998 | Fallin’ Up                              | Brian Beletic                         |
| 1998 | Karma                                   | Brian Beletic                         |
| 1998 | Joints & Jams                           | Brian Beletic                         |
| 1999 | What It Is                              | Brian Beletic                         |
| 1999 | Head Bobs                               | Brian Beletic                         |
| 2000 | BEP Empire                              | Brian Beletic                         |
| 2000 | Weekends                                | Brian Beletic                         |
| 2001 | Request + Line                          | Joseph Kahn                           |
| 2001 | Get Original                            | Anthony Mandler                       |
| 2003 | Where Is the Love?                      | will.i.am                             |
| 2003 | Shut Up                                 | The Malloys                           |
| 2004 | Hey Mama                                | Emily Robinson, Arya Senboutaraj      |
| 2004 | Let’s Get It Started                    | Francis Lawrence                      |
| 2004 | The Apl Song                            | Patricio Ginelsa                      |
| 2005 | Don’t Phunk with My Heart               | The Malloys                           |
| 2005 | Don’t Lie                               | The Saline Project                    |
| 2005 | My Humps                                | Fatima Robinson, Malik Sayeed         |
| 2005 | Like That                               | Syndrome, Nabil Elderkin              |
| 2006 | Pump It                                 | Francis Lawrence                      |
| 2006 | Bebot                                   | Patricio Ginelsa                      |
| 2006 | Union                                   | Patricio Ginelsa                      |
| 2006 | Mas Que Nada                            | Syndrome, Nabil Elderkin              |
| 2009 | Boom Boom Pow                           | Mat Cullen, Mark Kudsi                |
| 2009 | I Gotta Feeling                         | Ben Mor                               |
| 2009 | Meet Me Halfway                         | Ben Mor                               |
| 2010 | Imma Be Rocking That Body               | Rich Lee                              |
| 2010 | The Time (Dirty Bit)                    | Rich Lee                              |
| 2011 | Just Can’t Get Enough                   | Ben Mor                               |
| 2011 | Don’t Stop the Party                    | Ben Mor                               |
| 2018 | Street Livin’                           | Pasha Shapiro, will.i.am              |
| 2018 | Ring the Alarm                          | Mazik                                 |
| 2018 | Get It                                  | Ben Mor                               |
| 2018 | Constant                                | Ernst Weber, will.i.am                |
| 2018 | Big Love                                |                                       |
| 2018 | Dopeness                                |                                       |
| 2018 | Yes or No                               | Shadae Lamar Smith                    |
| 2018 | New Wave                                | Shadae Lamar Smith                    |
| 2018 | Back 2 Hiphop                           | Pasha Shapiro                         |
| 2019 | Vibrations                              |                                       |
| 2019 | 4Ever                                   | Kevin Chao                            |
| 2019 | Get Ready                               |                                       |
| 2019 | Be Nice                                 | Kevin Chao                            |
| 2019 | Mami                                    | Shadae Lamar Smith                    |
| 2019 | eXplosion                               | Pasha Shapirom Ernst Weber, will.i.am |
| 2019 | RITMO (Bad Boys for Life) (2 Versionen) | Colin Tilley (2 Versionen)            |
| 2020 | Mamacita                                | Director X.                           |
| 2020 | No mañana                               | Sterling Hampton, will.i.am           |
| 2020 | Feel the Beat                           | Ben Mor                               |
| 2020 | Action                                  | Pasha Shapirom Ernst Weber, will.i.am |
| 2020 | Vida loca                               | Ben Mor                               |
| 2020 | Shake Ya Boom Boom                      | Kevin Chao (2 Versionen)              |
| 2020 | Girl Like Me                            | Rich Lee                              |
| 2021 | Hit It                                  |                                       |
| 2021 | Pull Up                                 | Kevin Chao, will.i.am                 |
| 2022 | Don’t You Worry                         | Director X. (2 Versionen)             |
| 2022 | Simply the Best                         |                                       |
| 2022 | Double D’z                              | Kevin Chao                            |

## Boxsets
| Jahr | Titel Musiklabel                                       | Anmerkungen                              |
| ---- | ------------------------------------------------------ | ---------------------------------------- |
| 2016 | The Complete Vinyl Collection Interscope Records (UMG) | Erstveröffentlichung: 29. September 2016 |

## Promoveröffentlichungen
| Jahr | Titel Album                                          | Anmerkungen                                                                    |
| ---- | ---------------------------------------------------- | ------------------------------------------------------------------------------ |
| 2003 | Let’s Get Retarded / Hey Mama Elephunk               | Erstveröffentlichung: 2003                                                     |
| 2004 | The APL Song Elephunk                                | Erstveröffentlichung: 2004                                                     |
| 2004 | The Boogie That Be Elephunk                          | Erstveröffentlichung: 2004                                                     |
| 2005 | Like That –                                          | Erstveröffentlichung: 2005 feat. Q-Tip, Talib Kweli, CeeLo Green & John Legend |
| 2005 | Union Monkey Business                                | Erstveröffentlichung: 2005 feat. Sting                                         |
| 2005 | Power to the People –                                | Erstveröffentlichung: 10. Dezember 2005 Original: John Lennon                  |
| 2006 | Dum Diddly Monkey Business                           | Erstveröffentlichung: 2006                                                     |
| 2006 | Bebot Monkey Business                                | Erstveröffentlichung: 4. August 2006                                           |
| 2009 | Alive The E.N.D.                                     | Erstveröffentlichung: 23. Mai 2009                                             |
| 2010 | Do It Like This The Beginning                        | Erstveröffentlichung: 16. November 2010                                        |
| 2010 | Light Up the Night The Beginning                     | Erstveröffentlichung: 24. November 2010                                        |
| 2011 | Whenever The Beginning                               | Erstveröffentlichung: 26. September 2011 Verkäufe: + 42.500                    |
| 2015 | Yesterday –                                          | Erstveröffentlichung: 17. Juli 2015                                            |
| 2018 | Get It Masters of the Sun, Vol. 1 (Japanese Edition) | Erstveröffentlichung: 10. Juli 2018                                            |
| 2020 | No mañana Translation                                | Erstveröffentlichung: 12. Juni 2020 mit El Alfa                                |
| 2022 | Double D’z Elevation                                 | Erstveröffentlichung: 9. November 2022                                         |
| 2022 | Filipina Queen Elevation                             | Erstveröffentlichung: 9. November 2022                                         |
| 2022 | Get Down Elevation                                   | Erstveröffentlichung: 9. November 2022 feat. Nicky Jam                         |
| 2022 | Muevelo Elevation                                    | Erstveröffentlichung: 9. November 2022 feat. Anuel AA & Marshall Jefferson     |
| 2022 | No One Loves Me Elevation                            | Erstveröffentlichung: 9. November 2022 feat. Nicole Scherzinger                |

## Sonderveröffentlichungen

### Alben
| Jahr | Titel Musiklabel                                                 | Anmerkungen                                                             |
| ---- | ---------------------------------------------------------------- | ----------------------------------------------------------------------- |
| 2005 | iTunes Originals – The Black Eyed Peas Interscope Records (UMG)  | Erstveröffentlichung: 20. September 2005 Vertrieb nur über iTunes       |
| 2009 | Behind the Front / Monkey Business Interscope Records (UMG)      | Erstveröffentlichung: 5. Juni 2009 Teil der „2-in-1“-Reihe              |
| 2010 | Elephunk / Monkey Business Interscope Records (UMG)              | Erstveröffentlichung: 7. Mai 2010 Teil der „2-in-1“-Reihe               |
| 2010 | Elephunk / Monkey Business / The E.N.D. Interscope Records (UMG) | Erstveröffentlichung: 24. Dezember 2010 Teil der „Album-Classics“-Reihe |

### Lieder
| Jahr | Titel Album                    | Anmerkungen                                                                               |
| ---- | ------------------------------ | ----------------------------------------------------------------------------------------- |
| 2006 | Mas que nada Timeless          | Erstveröffentlichung: 13. Februar 2006 Sérgio Mendes feat. The Black Eyed Peas            |
| 2006 | Get Your Hands Up The Dutchess | Erstveröffentlichung: 13. September 2006 Fergie feat. The Black Eyed Peas                 |
| 2022 | El teke teke Cumbiana II       | Erstveröffentlichung: 13. Mai 2022 Carlos Vives feat. The Black Eyed Peas & Play-N-Skillz |
| 2023 | Pump It Louder Drive           | Erstveröffentlichung: 21. April 2023 Tiësto feat. The Black Eyed Peas                     |

| Jahr | Titel Album                                                                          | Anmerkungen                                                                                   |
| ---- | ------------------------------------------------------------------------------------ | --------------------------------------------------------------------------------------------- |
| 2005 | Get Up, Stand Up (Live) Live 8                                                       | Erstveröffentlichung: 8. November 2005 Original: Bob Marley; mit Rita Marley & Stephen Marley |
| 2005 | Let’s Get It Started (Live) Live 8                                                   | Erstveröffentlichung: 8. November 2005                                                        |
| 2005 | Where Is the Love? (Live) Live 8                                                     | Erstveröffentlichung: 8. November 2005                                                        |
| 2007 | Power to the People Instant Karma: The Amnesty International Campaign to Save Darfur | Erstveröffentlichung: 12. Juni 2007 Original: John Lennon                                     |
| 2010 | Gimme Shelter The 25th Anniversary Rock & Roll Hall of Fame Concerts                 | Erstveröffentlichung: 2. November 2010 Original: The Rolling Stones; mit Mick Jagger & U2     |
| 2010 | One The 25th Anniversary Rock & Roll Hall of Fame Concerts                           | Erstveröffentlichung: 2. November 2010 Original: U2; mit U2                                   |

| Jahr | Titel Soundtrack                                     | Anmerkungen                                            |
| ---- | ---------------------------------------------------- | ------------------------------------------------------ |
| 1998 | Joints & Jam Bulworth                                | Erstveröffentlichung: 21. April 1998                   |
| 2000 | Complete Beloved Love & Basketball                   | Erstveröffentlichung: 18. April 2000                   |
| 2000 | I Want Cha Scary Movie                               | Erstveröffentlichung: 4. Juli 2000                     |
| 2001 | Magic Natürlich blond                                | Erstveröffentlichung: 13. Juli 2001 feat. Terry Dexter |
| 2004 | Dirty Dancing Dirty Dancing 2                        | Erstveröffentlichung: 27. Februar 2004                 |
| 2004 | For the People Yu-Gi-Oh! The Movie: Pyramid of Light | Erstveröffentlichung: 10. August 2004                  |
| 2005 | Sexy Be Cool                                         | Erstveröffentlichung: 1. März 2005                     |
| 2007 | Express Yourself Bratz                               | Erstveröffentlichung: 31. Juli 2007                    |
| 2020 | Ritmo (Bad Boys for Life) Bad Boys for Life          | Erstveröffentlichung: 17. Januar 2020 mit J Balvin     |

### Videoalben
| Jahr | Titel Musiklabel                                   | Anmerkungen                           |
| ---- | -------------------------------------------------- | ------------------------------------- |
| 1998 | EPK Interscope Records (UMG)                       | Erstveröffentlichung: 11. Juni 1998   |
| 2003 | Elephunk Interscope Records (UMG)                  | Erstveröffentlichung: 2003 Single-DVD |
| 2009 | Imma Be Rocking That Body Interscope Records (UMG) | Erstveröffentlichung: 2009 Single-DVD |

## Statistik

### Chartauswertung
Die folgende Aufstellung beinhaltet eine Übersicht über die Charterfolge von The Black Eyed Peas in den Album-, Single- sowie den Musik-DVD-Charts. In Deutschland besteht die Besonderheit, dass Videoalben sich ebenfalls in den Albumcharts platzieren. In Österreich, der Schweiz, dem Vereinigten Königreich und den Vereinigten Staaten werden für Videoalben eigenständige Chartlisten geführt.
|                     | DE    | AT    | CH    | UK    | US    |
| ------------------- | ----- | ----- | ----- | ----- | ----- |
| Nummer-eins-Alben   | DE1DE | AT—AT | CH2CH | UK—UK | US1US |
| Top-10-Alben        | DE4DE | AT4AT | CH4CH | UK4UK | US3US |
| Alben in den Charts | DE6DE | AT5AT | CH6CH | UK4UK | US7US |

|                       | DE     | AT     | CH     | UK     | US     |
| --------------------- | ------ | ------ | ------ | ------ | ------ |
| Nummer-eins-Singles   | DE4DE  | AT4AT  | CH4CH  | UK5UK  | US3US  |
| Top-10-Singles        | DE12DE | AT14AT | CH14CH | UK13UK | US10US |
| Singles in den Charts | DE22DE | AT19AT | CH21CH | UK20UK | US19US |

|                          | DE    | AT    | CH    | UK    | US    |
| ------------------------ | ----- | ----- | ----- | ----- | ----- |
| Nummer-eins-Videoalben   | DE—DE | AT—AT | CH—CH | UK—UK | US—US |
| Top-10-Videoalben        | DE—DE | AT—AT | CH—CH | UK—UK | US—US |
| Videoalben in den Charts | DE—DE | AT—AT | CH—CH | UK1UK | US1US |

### Auszeichnungen für Musikverkäufe
| Land/RegionAuszeichnungen für Musikverkäufe (Land/Region, Auszeichnungen, Verkäufe, Quellen) | Silber     | Gold         | Platin         | Diamant       | Verkäufe    | Quellen                                                         |
| -------------------------------------------------------------------------------------------- | ---------- | ------------ | -------------- | ------------- | ----------- | --------------------------------------------------------------- |
| Argentinien (CAPIF)                                                                          | —          | —            | 3× Platin3     | —             | 88.000      | capif.org.ar (Memento vom 31. Mai 2011 im Internet Archive)     |
| Australien (ARIA)                                                                            | —          | 5× Gold5     | 54× Platin54   | —             | 3.927.500   | aria.com.au                                                     |
| Belgien (BRMA)                                                                               | —          | 6× Gold6     | 14× Platin14   | —             | 585.000     | ultratop.be                                                     |
| Brasilien (PMB)                                                                              | —          | 8× Gold8     | 11× Platin11   | 8× Diamant8   | 2.635.000   | pro-musicabr.org.br BR2                                         |
| Dänemark (IFPI)                                                                              | —          | 7× Gold7     | 12× Platin12   | —             | 721.000     | ifpi.dk                                                         |
| Deutschland (BVMI)                                                                           | —          | 10× Gold10   | 11× Platin11   | —             | 5.200.000   | musikindustrie.de                                               |
| Europa (IFPI)                                                                                | —          | —            | 9× Platin9     | —             | (9.000.000) | ifpi.org (Memento vom 1. Januar 2014 im Internet Archive)       |
| Finnland (IFPI)                                                                              | —          | Gold1        | —              | —             | 23.541      | ifpi.fi                                                         |
| Frankreich (SNEP)                                                                            | —          | 8× Gold8     | 6× Platin6     | 10× Diamant10 | 6.160.231   | infodisc.fr snepmusique.com                                     |
| Golf-Kooperationsrat (IFPI)                                                                  | —          | —            | Platin1        | —             | 6.000       | ifpi.org                                                        |
| Griechenland (IFPI)                                                                          | —          | Gold1        | —              | —             | 10.000      | ifpi.gr                                                         |
| Irland (IRMA)                                                                                | —          | —            | 9× Platin9     | —             | 135.000     | irishcharts.ie                                                  |
| Italien (FIMI)                                                                               | —          | 10× Gold10   | 22× Platin22   | —             | 1.900.000   | fimi.it                                                         |
| Japan (RIAJ)                                                                                 | —          | 6× Gold6     | 3× Platin3     | —             | 1.350.000   | riaj.or.jp JP2                                                  |
| Kanada (MC)                                                                                  | —          | 2× Gold2     | 34× Platin34   | Diamant1      | 3.240.000   | musiccanada.com                                                 |
| Kolumbien (ASINCOL)                                                                          | —          | Gold1        | —              | —             | 10.000      | Einzelnachweise                                                 |
| Libanon (IFPI)                                                                               | —          | Gold1        | —              | —             | 3.000       | ifpi.org (Memento vom 10. Oktober 2013 im Internet Archive)     |
| Mexiko (AMPROFON)                                                                            | —          | 3× Gold3     | 7× Platin7     | 3× Diamant3   | 1.620.000   | amprofon.com.mx                                                 |
| Neuseeland (RMNZ)                                                                            | —          | 8× Gold8     | 37× Platin37   | —             | 845.000     | aotearoamusiccharts.co.nz NZ2 NZ3                               |
| Niederlande (NVPI)                                                                           | —          | —            | 2× Platin2     | —             | 140.000     | nvpi.nl                                                         |
| Norwegen (IFPI)                                                                              | —          | 2× Gold2     | 2× Platin2     | —             | 45.000      | ifpi.no (Memento vom 5. November 2012 im Internet Archive)      |
| Österreich (IFPI)                                                                            | —          | 6× Gold6     | Platin1        | —             | 115.000     | ifpi.at                                                         |
| Peru (UNIMPRO)                                                                               | —          | —            | 2× Platin2     | —             | 12.000      | Einzelnachweise                                                 |
| Polen (ZPAV)                                                                                 | —          | Gold1        | 8× Platin8     | —             | 260.000     | olis.pl                                                         |
| Portugal (AFP)                                                                               | —          | 2× Gold2     | 6× Platin6     | —             | 115.000     | Einzelnachweise                                                 |
| Russland (NFPF)                                                                              | —          | 2× Gold2     | 7× Platin7     | —             | 160.000     | 2m-online.ru (Memento vom 15. Februar 2009 im Internet Archive) |
| Schweden (IFPI)                                                                              | —          | 7× Gold7     | 6× Platin6     | —             | 370.000     | sverigetopplistan.se                                            |
| Schweiz (IFPI)                                                                               | —          | 3× Gold3     | 17× Platin17   | —             | 505.000     | hitparade.ch                                                    |
| Singapur (RIAS)                                                                              | —          | Gold1        | Platin1        | —             | 15.000      | rias.org.sg                                                     |
| Spanien (Promusicae)                                                                         | —          | 3× Gold3     | 17× Platin17   | —             | 890.000     | elportaldemusica.es promusicae.es                               |
| Südkorea (KMCA)                                                                              | —          | —            | —              | —             | 1.059.638   | Einzelnachweise                                                 |
| Ungarn (MAHASZ)                                                                              | —          | 2× Gold2     | Platin1        | —             | 11.000      | slagerlistak.hu                                                 |
| Vereinigte Staaten (RIAA)                                                                    | —          | 3× Gold3     | 59× Platin59   | 2× Diamant2   | 77.560.000  | riaa.com                                                        |
| Vereinigtes Königreich (BPI)                                                                 | 6× Silber6 | 3× Gold3     | 33× Platin33   | —             | 18.387.000  | bpi.co.uk                                                       |
| Zentralamerika (CFC)                                                                         | —          | Gold1        | 4× Platin4     | —             | 315.000     | cfc-musica.com                                                  |
| Insgesamt                                                                                    | 6× Silber6 | 113× Gold113 | 399× Platin399 | 24× Diamant24 |             |                                                                 |